# Верхняя Будаковка
Верхняя Будаковка (укр. Верхня Будаківка) — село,
Остаповский сельский совет,
Миргородский район,
Полтавская область,
Украина.
Код КОАТУУ — 5323284602. Население по переписи 2001 года составляло 143 человека.
В списках населенных мест Полтавской губернии значится под № 2898, при колодцах, 2 завода, 20 дворов,42 мужского и 46 женского пола
Село указано на специальной карте Западной части России Шуберта 1826-1840 годов как хутор Чернышева

## Географическое положение
Село Верхняя Будаковка находится на расстоянии в 0,5 км от села Онацкое, в 1 км — село Панченки.

## Известные жители и уроженцы
- Иващенко, Анна Михайловна (род. 1926) — Герой Социалистического Труда.